# Luemschwiller
Luemschwiller (deutsch Lümschweiler) ist eine französische Gemeinde mit 747 Einwohnern (Stand 1. Januar 2022) im Département Haut-Rhin in der Region Grand Est (bis 2015 Elsass). Sie gehört zum Arrondissement Altkirch, zum Kanton Altkirch und zum Gemeindeverband Sundgau.

## Geografie
Die Gemeinde Luemschwiller liegt im Sundgau, südlich von Mülhausen und nordöstlich von Altkirch in einem Seitental des Flusses Ill.
Nachbargemeinden von Luemschwiller sind Zillisheim im Norden, Steinbrunn-le-Haut im Osten, Obermorschwiller im Südosten, Emlingen im Süden, Walheim im Südwesten, Tagolsheim im Westen sowie Illfurth im Nordwesten.

## Geschichte
Im 12. Jahrhundert hieß der Ort Limmiswiler; erst seit dem 18. Jahrhundert wurde nach verschiedenen ähnlichen Bezeichnungen der heutige Name verwendet. Bis 1324 gehörte der Ort zur Grafschaft Pfirt und kam dann durch die Heirat der Johanna von Pfirt mit Herzog Albrecht II. von Österreich an Habsburg. Im Westfälischen Frieden 1648 ging der Ort mit dem ganzen elsässischen Besitz der Habsburger an die französische Krone. Von 1871 bis 1918 gehörte der Ort zum Reichsland Elsass-Lothringen. Am 19. März 1917 wurden die Einwohner bis zum Kriegsende nach Bayern zwangsevakuiert.
Der Flurname Schlossgarten erinnert an das schon im 18. Jahrhundert verschwundene Schloss der Herren von Reinach, die hier seit dem 16. Jahrhundert als Lehensleute der Grafen von Pfirt die Dorfherrschaft innehatten.
In Luemschwiller gab es eine größere israelitische Gemeinde mit Synagoge, Schule und Friedhof (dieser noch südlich des Dorfes vorhanden). Zu Beginn des 19. Jahrhunderts kamen auf 770 Einwohner 190 Juden. Die Gemeinde erlosch im Laufe des Jahrhunderts.
Bis zum Ersten Weltkrieg waren hier Steinbrüche im tertiären Haustein in Betrieb, die u. a. das Material für den Schleusenbau des Rhein-Rhône-Kanals lieferten. 
| Bevölkerungsentwicklung | Bevölkerungsentwicklung | Bevölkerungsentwicklung | Bevölkerungsentwicklung | Bevölkerungsentwicklung | Bevölkerungsentwicklung | Bevölkerungsentwicklung | Bevölkerungsentwicklung | Bevölkerungsentwicklung |
| ----------------------- | ----------------------- | ----------------------- | ----------------------- | ----------------------- | ----------------------- | ----------------------- | ----------------------- | ----------------------- |
| Jahr                    | 1962                    | 1968                    | 1975                    | 1982                    | 1990                    | 1999                    | 2006                    | 2017                    |
| Einwohner               | 504                     | 516                     | 535                     | 644                     | 674                     | 682                     | 705                     | 777                     |

## Kulturerbe
- Die Kirche Saint-Christophe stammt in der heutigen Form aus dem 19. Jahrhundert (ein neuromanischer Neubau von 1871). Lediglich der kaum über das Kirchendach hinausragende Turm mit dem traditionellen Satteldach ist von einer mittelalterlichen Kirche erhalten geblieben. Er war ursprünglich ein Chorturm, in dem noch ein spätgotischer Sakramentsschrein von 1464 erhalten  ist. Nach Abriss der Kirche wurde das neue Gebäude um 180 Grad in der Ausrichtung gedreht, so dass nun der Turm Teil der Eingangsfassade ist. Im Innern enthält die Kirche einen Altar von etwa 1490, der Hans Baldung Grien zugeschrieben wird und als Monument historique klassifiziert ist. Zahlreiche Statuen, darunter ein Christus am Kreuz aus dem 17. Jahrhundert, daneben Jakobus der Ältere und Sankt Morand. Beachtenswert auch die lebensgroße Statue des Kirchenpatrons.  Die Rinckenbach-Orgel stammt von 1833.
- Die Kapelle Notre-Dame-des-Neiges hatte schon im 15. Jahrhundert einen Vorläufer. Sie wurde in der heutigen Form 1816 erbaut, nachdem der Vorgängerbau im Verlauf der Französischen Revolution zerstört worden war.
- Vom Vorhandensein einer jüdischen Gemeinde im 18. und 19. Jahrhundert zeugen ein kleiner jüdischer Friedhof und ein Gebäude, das einst als Synagoge gedient hatte. Ab etwa 1870 lebten keine Juden mehr in Luemschwiller.

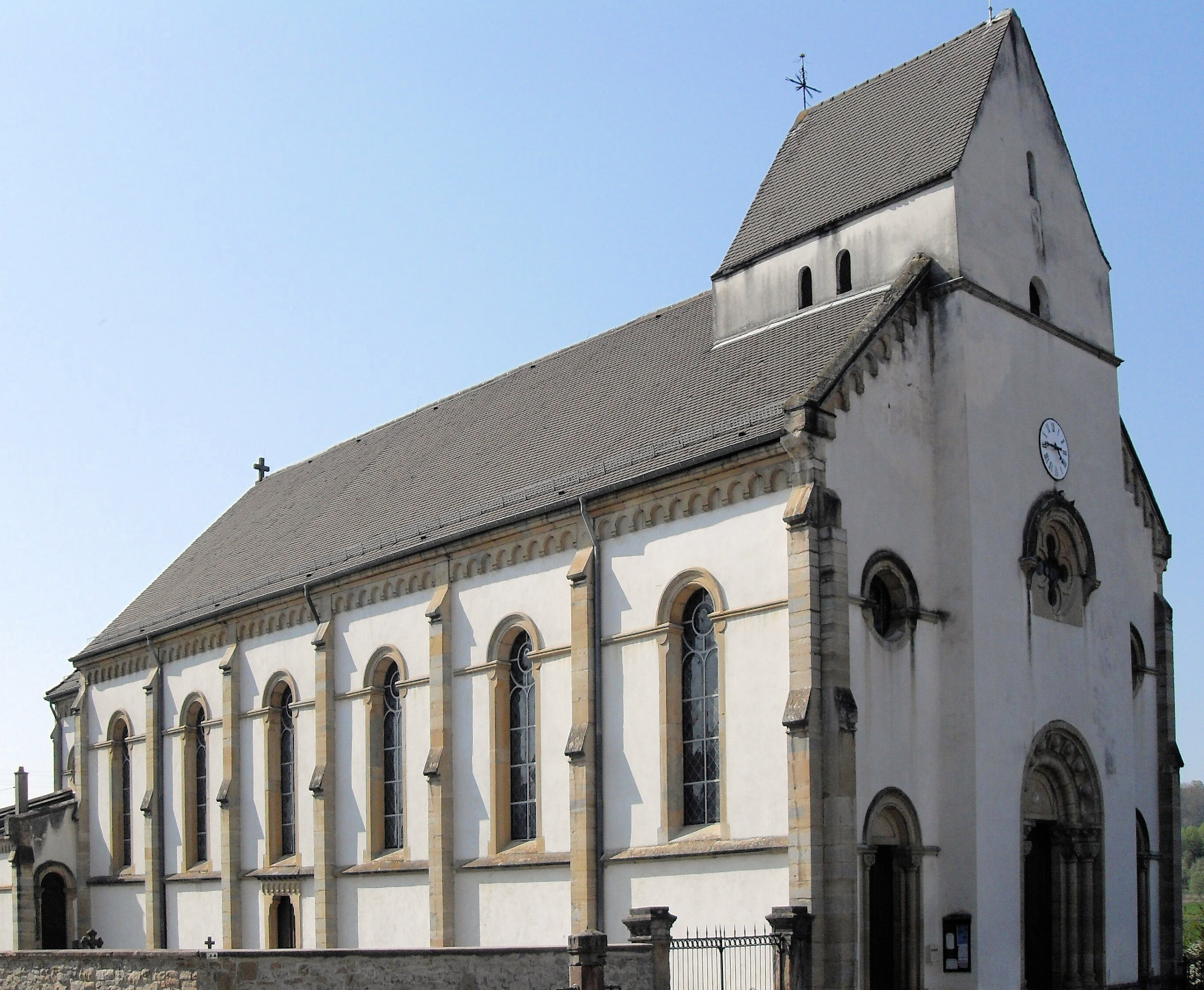
St. Christophorus-Kirche in Luemschwiller
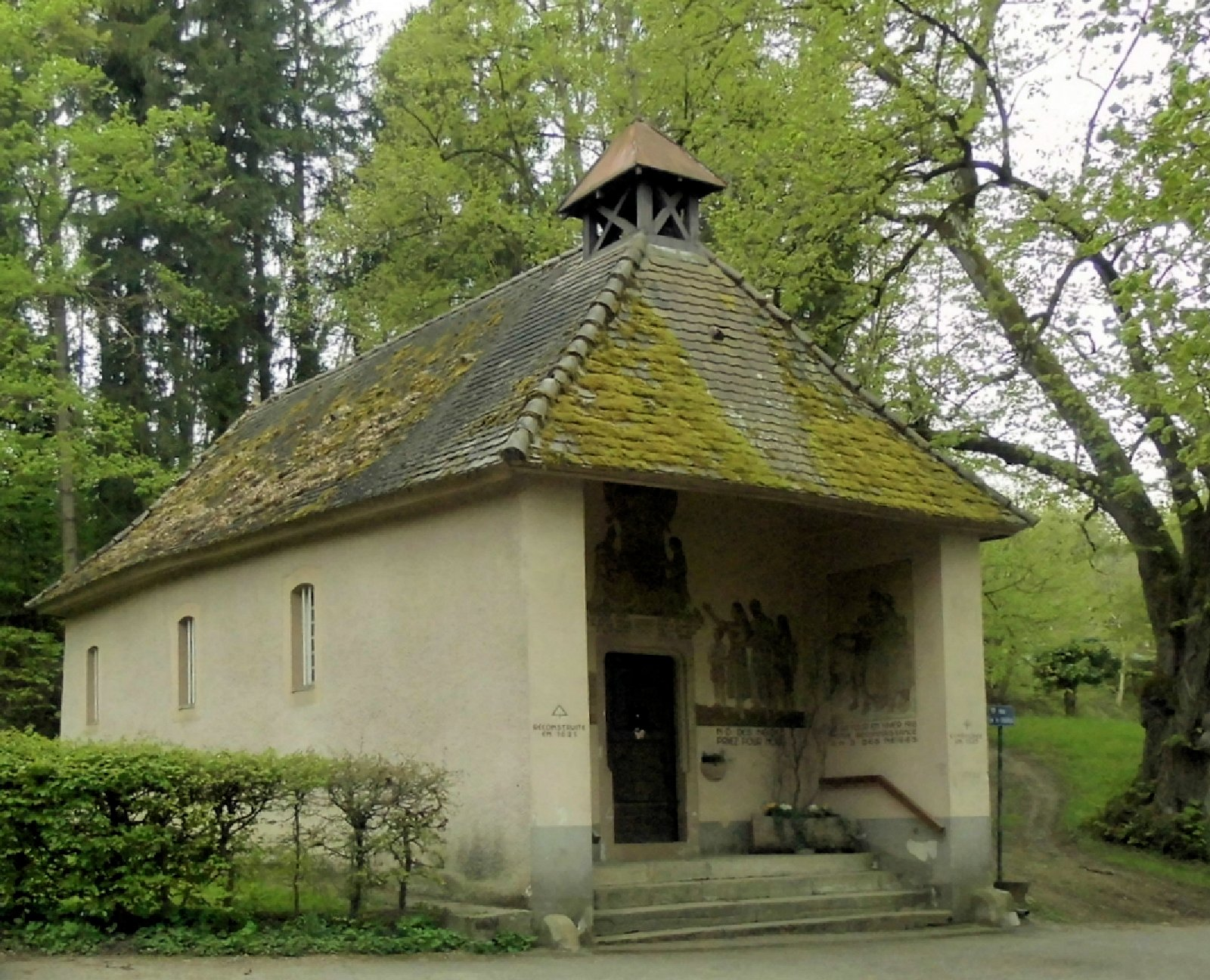
Kapelle Notre-Dame-des-Neiges[2] (Maria-im-Schnee)

Wohnhäuser: Da Luemschwiller über Steinbrüche verfügte, tritt der für den Sundgau typische Fachwerkbau in den Hintergrund. Bemerkenswerterweise haben alle Fachwerkhäuser ein steinernes Erdgeschoss.
Das Haus Rue de l' Église Nr. 4 von 1687 besitzt einen schönen, sehr symmetrischen Fachwerkgiebel mit Rautenmustern und einem dreiteiligen sog. Fenstererker. Das Nachbarhaus Nr. 2 mit eine Laube hat dagegen ein eher altertümliches unregelmäßiges Fachwerk. Das Haus Nr. 5 an der Rue d' Orschwiller fällt durch sein außergewöhnlich dekoratives Fachwerk und ein dreiteiliges Fenster der Zeit um 1600 auf.
Steinerne Häuser: Das stattliche Haus Nr. 15 an der Grand Rue von 1601 mit Krüppelwalmen und Eckquadern hat zum Teil noch die originalen Fensterrahmungen der Bauzeit. Dies ist auch der Fall beim Haus Nr. 5 an der Rue de l' École von 1624. Beim Haus Nr. 5 an der Rue de Walheim von 1606 sind alle Fenster außer die im Giebeldreieck zu späterer Zeit verändert worden. Hauseingang und Kellerabgang sind noch original. Die Keller deuten auf die frühere Bedeutung des Weinbaus hin. (Im 19. Jahrhundert war Luemschwiller für seinen Rotwein bekannt.) 